# Eleccions al Parlament Europeu de 2014 (Espanya)

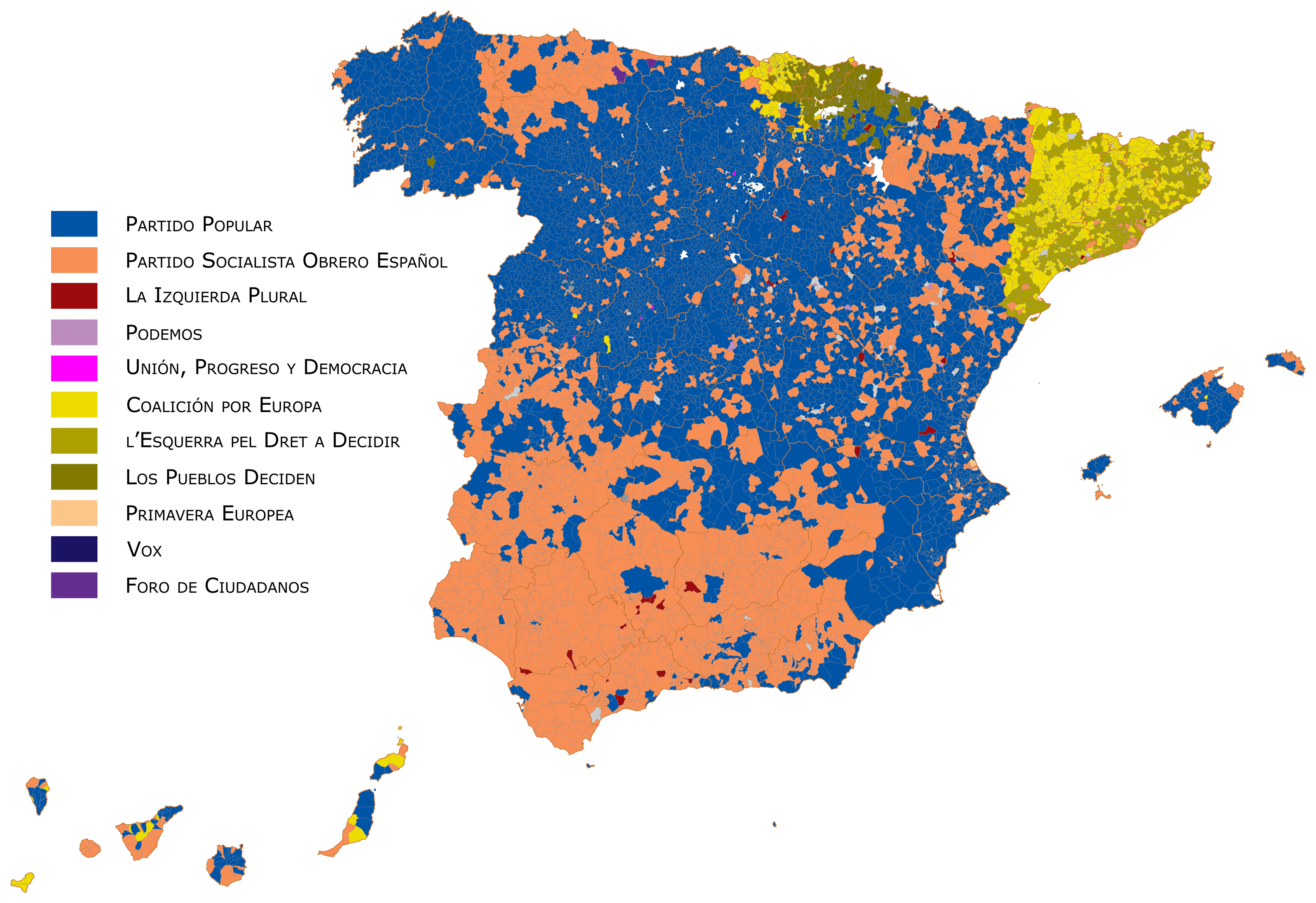
Resultats en Espanya en l'àmbit municipal.

Les eleccions al Parlament Europeu de 2014 a Espanya se celebraren el diumenge 25 de maig de 2014 i la campanya electoral es desenvolupà entre el 9 i el 23 de maig de 2014. En aquell moment, s'elegiren 54 diputats en circumscripció única a nivell estatal.

## Candidatures

### Candidatures amb representació al Parlament Europeu
| Candidatura | Candidatura                       | Partits | Cap de llista                         |
| ----------- | --------------------------------- | --- | ------------------------------------- |
|             | Partido Popular                   | - Partido Popular (PP) | Miguel Arias (PP)                     |
|             | Partido Socialista Obrero Español | - Partido Socialista Obrero Español (PSOE) - Partit dels Socialistes de Catalunya (PSC) | Elena Valenciano (PSOE)               |
|             | Coalició per Europa               | - Convergència Democràtica de Catalunya (CDC) - Unió Democràtica de Catalunya (UDC) - Partit Nacionalista Basc (EAJ-PNV) - Coalición Canaria (CC) - Compromiso por Galicia (CxG) | Ramon Tremosa (CDC)                   |
|             | L'Esquerra Plural                 | - Esquerra Unida (IU) - Iniciativa per Catalunya Verds (ICV) - Esquerra Unida i Alternativa (EUiA) - Anova-Irmandade Nacionalista (Anova) - Espazo Ecosocialista Galego (EEG) - Batzarre - Federación Los Verdes - Opció Verda - Els Verds (OV-EV) - Els Verds del País Valencià (EVPV) - Gira Madrid - Los Verdes (GM-LV) - Iratzarri - Construyendo la Izquierda-Alternativa Socialista (CLI-AS) | Willy Meyer (IU)                      |
|             | Unió, Progrés i Democràcia        | - Unió, Progrés i Democràcia (UPyD) | Francisco Sosa                        |
|             | L'Esquerra pel Dret a Decidir     | - Esquerra Republicana de Catalunya (ERC) - Nova Esquerra Catalana (NEC) - Catalunya Sí (CAT SÍ) - Socialisme, Catalunya i Llibertat* | Josep Maria Terricabras (independent) |
|             | Els Pobles Decideixen             | - Euskal Herria Bildu (EH Bildu) - Bloque Nacionalista Galego (BNG) - Andecha Astur (AA) - Unidad del Pueblo (UP) - Alternativa Nacionalista Canaria (ANC) - Puyalón de Cuchas (Puyalón) | Josu Juaristi                         |

### Candidatures sense representació al Parlament Europeu
| Candidatura | Candidatura                                              | Partits | Cap de llista                |
| ----------- | -------------------------------------------------------- | --- | ---------------------------- |
|             | Alternativa Republicana                                  | - Alternativa Republicana (ALTER) | Alfonso José Vázquez         |
|             | Ciudadanos-Partido de la Ciudadanía                      | - Ciutadans - Partit de la Ciutadania (C's) | Javier Nart                  |
|             | Ciudadanos Libres Unidos                                 | - Ciudadanos Libres Unidos (CILUS) | Félix Laudelino de la Fuente |
|             | Confederación Pirata                                     | - Confederación Pirata (PIRATAS) | Rubén-Darío Castañé          |
|             | Democracia Nacional                                      | - Democracia Nacional (DN) | Luis Tomás Zapater           |
|             | Discapacitados y Enfermedades Raras                      | - Discapacitados y Enfermedades Raras (DER) | Eduard Carreras              |
|             | Escaños en Blanco                                        | - Escaños en Blanco (EB) | Luis Prado                   |
|             | Extremeños por Europa                                    | - Coalición Extremeña (PREx-CREx) - Independientes por Extremadura (IPEx) | José Luis Velilla            |
|             | Extremadura Unida                                        | - Extremadura Unida (EXU) | José María Gijón             |
|             | Falange Española de las J.O.N.S.                         | - Falange Española de las J.O.N.S. | Norberto Pedro Pico          |
|             | Foro de Ciudadanos                                       | - Foro de Ciudadanos (FAC) | Argimiro Rodríguez           |
|             | Impulso Social                                           | - Comunió Tradicionalista Carlista (CTC) - Partido Familia y Vida (PFyV) - Alternativa Española (AES) | Rafael López-Diéguez         |
|             | Iniciativa Feminista                                     | - Iniciativa Feminista (I.FEM) | Juana María Santana          |
|             | La España en Marcha                                      | - La Falange - Alianza Nacional - Movimiento Católico Español - Nudo Patriótico Español | Jesús Muñoz                  |
|             | Movimiento Corriente Roja                                | - Movimiento Corriente Roja (MCR) | Antonio Rodríguez            |
|             | Movimiento RED                                           | - Movimiento de Renovación Democrática Ciudadana | Elpidio José Silva Pacheco   |
|             | Movimiento Social Republicano                            | - Movimiento Social Republicano (MSR) | Juan Antonio Llopart         |
|             | Partido Andalucista                                      | - Partido Andalucista (PA) | Pilar Távora                 |
|             | Partido Animalista Contra el Maltrato Animal             | - Partido Animalista Contra el Maltrato Animal (PACMA) | Laura Duarte                 |
|             | Partido Comunista de los Pueblos de España               | - Partido Comunista de los Pueblos de España | Carmelo Antonio Suárez       |
|             | Partido da Terra                                         | - Partido da Terra (PT) | Isaac Zas                    |
|             | Partido de la Libertad Individual                        | - Partido de la Libertad Individual (P-LIB) | Juan Pina                    |
|             | Partido Humanista                                        | - Partido Humanista (PH) | Arturo Viloria               |
|             | Partido X                                                | - Partido X (PARTIDO X) | Hervé Falciani               |
|             | Podem                                                    | - Podem | Pablo Iglesias               |
|             | Por la República, Por la Ruptura Contra la Unión Europea | - Por la República, Por la Ruptura Contra la Unión Europea (RRUE) | Antonio Criado               |
|             | Primavera Europea                                        | - Compromís - Equo - Chunta Aragonesista (CHA) - Partido Castellano (PCAS) - Por Un Mundo Más Justo (PUM+J) - Democracia Participativa (Participa) - Socialistas Independientes de Extremadura (SIEX) - Coalición Caballas | Jordi Sebastià (Compromís)   |
|             | Proyete Europa/Proyecto Europa                           | - Accio Nacionalista Valenciana (ANV) - Bloque Aragonés (BAR) - Partido Regionalista por Andalucía Oriental (PRAO) - Renovacio Politica (REPO) - Unio (UNIO)                                                               | Rubén Vanó                   |
|             | Recortes Cero                                            | - Agrupación Electoral Recortes Cero - Los Verdes-Grupo Verde (LV-GV) - Unificación Comunista de España (UCE) - Partido de la Transparencia Democrática - Los Parados                                                      | Nuria Suárez                 |
|             | Salamanca-Zamora-León                                    | - Partido Regionalista del País Leonés (PREPAL) | Francisco Iglesias           |
|             | Solidaridad y Autogestión Internacionalista              | - Solidaridad y Autogestión Internacionalista (SAIN) | María Elena García           |
|             | Vox                                                      | - Vox | Aleix Vidal-Quadras          |

## Resultats
| ← Eleccions al Parlament Europeu de 2014 → |                                                          |                            |               |        |     |        |     |
| Dades de participació | Partit                                                   | Partit                     | Cap de llista | Vots   | %   | Escons | +/- |
| - Cens: 36.514.084 - Votants: 15.920.815 (45,84%) - Abstenció: 18.810.754 (54,16%) - Vàlids: 15.710.216(43,02%) - A candidatura: 15.348.649 (42,03%) |                                                          |                            |               |        |     |        |     |
| | Partido Popular                                          | Miguel Arias Cañete        | 4.098.339     | 26,09% | 16  | -8     |     |
| | Partit Socialista Obrer Espanyol                         | Elena Valenciano           | 3.614.232     | 23,01% | 14  | -9     |     |
| | L'Esquerra Plural                                        | Willy Meyer                | 1.575.308     | 10,03% | 6 a | +4     |     |
| | Podem                                                    | Pablo Iglesias Turrión     | 1.253.837     | 7,98%  | 5   | +5     |     |
| | Unió, Progrés i Democràcia                               | Francisco Sosa Wagner      | 1.022.232     | 6,51%  | 4   | +3     |     |
| | Coalició per Europa                                      | Ramon Tremosa              | 851.971       | 5,42%  | 3 b | =      |     |
| | L'Esquerra pel Dret a Decidir                            | Josep Maria Terricabras    | 630.072       | 4,01%  | 2 c | +1     |     |
| | Ciutadans - Partit de la Ciutadania                      | Javier Nart                | 497.146       | 3,16%  | 2   | +2     |     |
| | Els Pobles Decideixen                                    | Josu Juaristi              | 326.464       | 2,08%  | 1   | +1     |     |
| | Primavera Europea                                        | Jordi Sebastià             | 302.266       | 1,92%  | 1   | +1     |     |
| | Vox                                                      | Alejo Vidal-Quadras        | 246.833       | 1,57%  | 0   | =      |     |
| | Partit Animalista Contra el Maltractament Animal (PACMA) | Laura Duarte Domínguez     | 177.499       | 1,13%  | 0   | =      |     |
| | Escons en Blanc (Eb)                                     | Luis Prado García          | 115.682       | 0,74%  | 0   | =      |     |
| | Moviment de Renovació Democràtica de la Ciutadania (RED) | Elpidio José Silva         | 105.666       | 0,67%  | 0   | =      |     |
| | Partit X, Partit del Futur                               | Hervé Falciani             | 100.561       | 0,64%  | 0   | =      |     |
| | Partit Andalusista (PA)                                  | Pilar Távora               | 49.523        | 0,32%  | 0   | =      |     |
| | Confederació Pirata - European Pirates (PIRATAS)         | Rubén-Darío Castañé        | 38.690        | 0,25%  | 0   | =      |     |
| | Foro de Ciudadanos                                       | Argimiro Rodríguez         | 32.962        | 0,21%  | 0   | =      |     |
| | Agrupació d'Electors de Discapacitats i Malalties Rares  | Eduard Carreras            | 32.833        | 0,21%  | 0   | =      |     |
| | Recortes Cero                                            | Nuría Suárez               | 30.827        | 0,20%  | 0   | =      |     |
| | Partit Comunista dels Pobles d'Espanya (PCPE)            | Carmelo Suárez             | 29.324        | 0,19%  | 0   | =      |     |
| | Iniciativa Feminista (IFem)                              | Juana María Santana        | 23.140        | 0,15%  | 0   | =      |     |
| | Falange Española de las JONS (FE-JONS)                   | Norberto Pico              | 21.687        | 0,14%  | 0   | =      |     |
| | Ciudadanos Libres Unidos (CILUS)                         | Félix Laudelino            | 18.287        | 0,12%  | 0   | =      |     |
| | Impulso Social (AES-CTC-PFyV)                            | Rafael López-Diéguez       | 17.879        | 0,11%  | 0   | =      |     |
| | La España en Marcha (LEM)                                | Jesús Muñoz Martínez       | 17.035        | 0,11%  | 0   | =      |     |
| | Partit Humanista (PH)                                    | Arturo Viloria             | 14.896        | 0,09%  | 0   | =      |     |
| | Democracia Nacional (DN)                                 | Luis Tomás Zapater         | 13.079        | 0,08%  | 0   | =      |     |
| | Proyecto Europa                                          | Rubén Vañó                 | 11.502        | 0,07%  | 0   | =      |     |
| | Partido da Terra (PT)                                    | Isaac Zas Neira            | 9.940         | 0,06%  | 0   | =      |     |
| | Partido de la Libertad Individual (P-LIB)                | Juan Pina                  | 9.670         | 0,06%  | 0   | =      |     |
| | Movimiento Social Republicano (MSR)                      | Juan Antonio Llopart       | 8.909         | 0,06%  | 0   | =      |     |
| | Extremadura Unida (EXU)                                  | José María Gijón           | 8.821         | 0,06%  | 0   | =      |     |
| | Alternativa Republicana (ALTER)                          | Alfonso José Vázquez       | 8.593         | 0,05%  | 0   | =      |     |
| | Per la República, Per la Ruptura amb la Unió Europea     | Antonio Criado Barbero     | 8.309         | 0,05%  | 0   | =      |     |
| | Solidaritat i Autogestió Internacionalista (SAIn)        | María Elena García         | 6.929         | 0,04%  | 0   | =      |     |
| | Salamanca-Zamora-León (PREPAL)                           | Francisco Iglesias Carreño | 6.759         | 0,04%  | 0   | =      |     |
| | Extremenys per Europa Coalició electoral IPEX PREX CREX  | José Luis Velilla          | 5.967         | 0,04%  | 0   | =      |     |
| | Movimiento Corriente Roja (MCR)                          | Antonio Rodríguez Carrillo | 4.980         | 0,03%  | 0   | =      |     |

a D'ells, 4 d'IU, 1 d'ICV i 1 d'Anova.

b D'ells, 1 de CDC, 1 del PNV i 1 d'UDC.

c D'ells, 1 independent vinculat a ERC i 1 de NECat.

### Per comunitats autònomes (resultats provisionals)
| Comunitat autònoma | PP | PSOE | EP | Pod. | UPyD | CEU | EPDD | C's | EPD | PE | Vox | Dif. | Part. |
| ------------------ | -- | ---- | -- | ---- | ---- | --- | ---- | --- | --- | -- | --- | ---- | ----- |

| Andalusia            | 25,9 | 35,1 | 11,6 | 7,1  | 7,1  | 0,0  | 0,0  | 1,7 | 0,1  | 1,0 | 1,2 | -9,2  | 43,1 |
| Aragó                | 27,9 | 24,3 | 9,4  | 9,5  | 8,5  | 0,1  | 0,1  | 2,9 | 0,3  | 4,5 | 2,3 | +3,6  | 46,9 |
| Astúries             | 24,1 | 26,1 | 12,9 | 13,7 | 6,0  | 0,0  | 0,0  | 2,5 | 0,4  | 1,0 | 1,3 | -2,0  | 43,2 |
| Cantàbria            | 34,7 | 24,3 | 9,0  | 9,2  | 8,2  | 0,2  | 0,0  | 3,0 | 0,2  | 1,3 | 1,8 | +10,4 | 46,9 |
| Castella-La Manxa    | 37,7 | 28,7 | 8,7  | 6,4  | 7,2  | 0,1  | 0,0  | 2,2 | 0,1  | 0,8 | 1,5 | +9,0  | 47,1 |
| Castella i Lleó      | 37,6 | 23,4 | 8,3  | 8,2  | 8,4  | 0,1  | 0,0  | 2,7 | 0,1  | 0,9 | 2,5 | +14,2 | 48,5 |
| Catalunya            | 9,8  | 14,3 | 10,3 | 4,7  | 1,3  | 21,9 | 23,7 | 6,3 | 0,3  | 0,3 | 0,3 | -1,8  | 47,6 |
| Comunitat de Madrid  | 29,9 | 18,9 | 10,5 | 11,3 | 10,6 | 0,1  | 0,1  | 4,8 | 0,1  | 2,0 | 3,6 | +11,0 | 48,5 |
| Comunitat Valenciana | 29,1 | 21,6 | 10,4 | 8,2  | 8,5  | 0,1  | 0,5  | 2,9 | 0,1  | 7,9 | 1,7 | +7,5  | 50,0 |
| Extremadura          | 35,5 | 38,7 | 6,3  | 4,8  | 5,4  | 0,1  | 0,0  | 1,0 | 0,1  | 0,6 | 1,0 | -3,2  | 45,2 |
| Galícia              | 35,2 | 21,7 | 10,5 | 8,3  | 3,5  | 1,0  | 0,1  | 1,6 | 7,9  | 0,7 | 0,8 | +13,5 | 45,5 |
| Illes Balears        | 27,5 | 22,0 | 8,9  | 10,3 | 6,7  | 0,5  | 7,3  | 2,3 | 0,3  | 2,1 | 1,5 | +5,5  | 36,5 |
| Canàries             | 23,3 | 22,2 | 10,5 | 11,0 | 6,9  | 12,2 | 0,1  | 1,4 | 0,6  | 1,0 | 0,8 | +1,1  | 37,8 |
| La Rioja             | 38,5 | 23,7 | 8,1  | 7,5  | 9,0  | 0,1  | 0,1  | 2,3 | 0,2  | 1,3 | 1,4 | +14,8 | 50,1 |
| Múrcia               | 37,5 | 20,7 | 9,7  | 7,6  | 9,5  | 0,1  | 0,0  | 3,6 | 0,1  | 0,9 | 2,3 | +16,8 | 43,5 |
| Navarra              | 25,1 | 14,5 | 9,5  | 9,4  | 4,6  | 2,5  | 0,2  | 1,8 | 20,1 | 1,6 | 1,6 | +5,0  | 46,4 |
| País Basc            | 10,2 | 13,8 | 5,6  | 6,9  | 3,3  | 27,5 | 0,1  | 0,8 | 23,4 | 1,5 | 0,6 | -4,1  | 44,5 |
| TOTAL                | 26,1 | 23,0 | 10,0 | 8,0  | 6,5  | 5,4  | 4,0  | 3,2 | 2,1  | 1,9 | 1,6 | +3,1  | 45,8 |

### Per províncies (resultats provisionals)

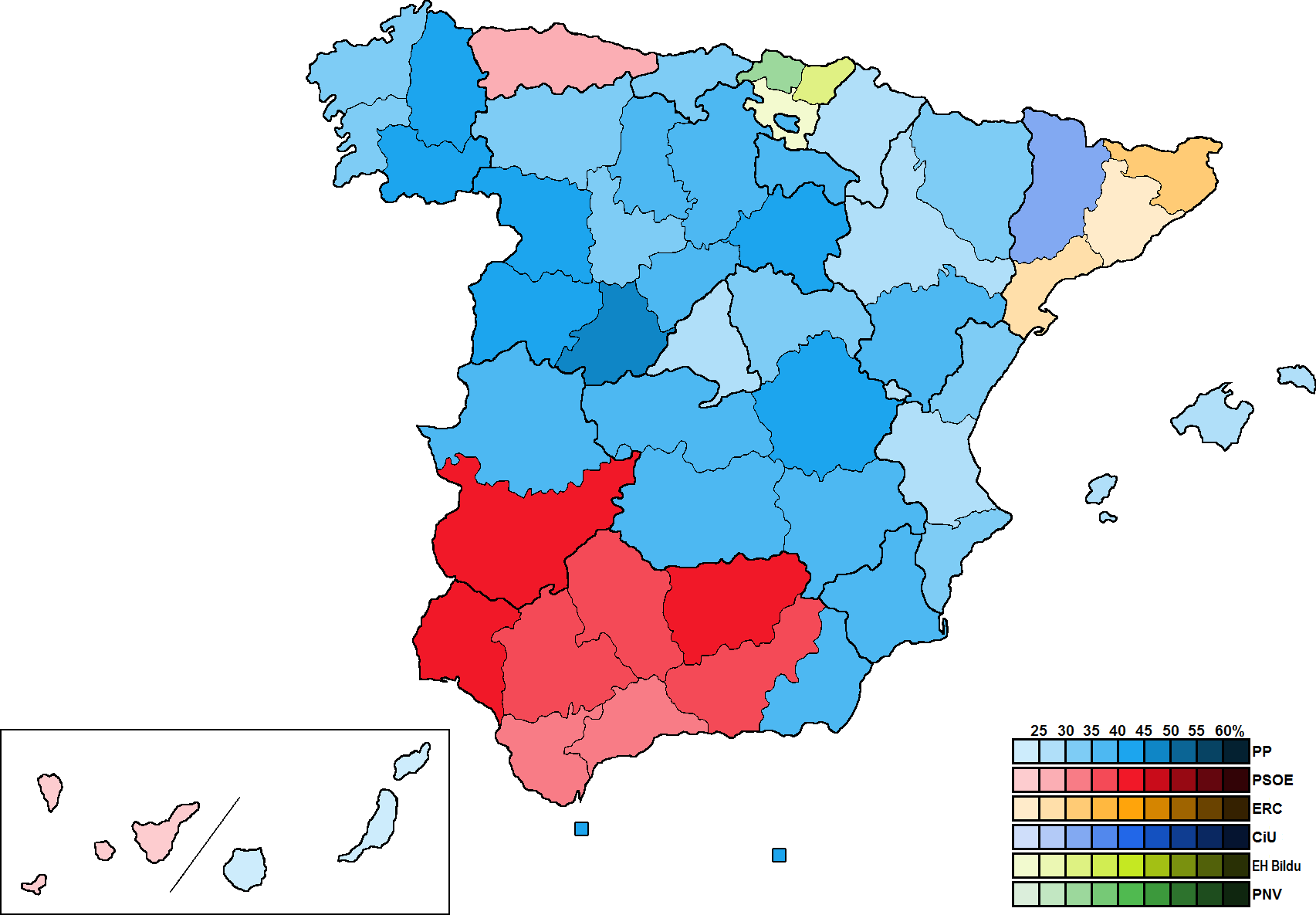
Resultats electorals per províncies.

| Província | PP | PSOE | IP | Pod. | UPyD | CEU | EPDD | C's | LPD | PE | Vox | Dif. | Part. |
| --------- | -- | ---- | -- | ---- | ---- | --- | ---- | --- | --- | -- | --- | ---- | ----- |

| Àlaba         | 16,0 | 15,2 | 6,3  | 8,9  | 4,5  | 17,2 | 0,1  | 1,1 | 18,9 | 2,9  | 0,9 | -1,7  | 43,5 |
| Albacete      | 35,5 | 28,8 | 9,0  | 7,4  | 7,5  | 0,2  | 0,0  | 2,2 | 0,1  | 1,2  | 1,3 | +6,7  | 47,8 |
| Alacant       | 30,8 | 23,0 | 9,4  | 8,9  | 8,8  | 0,1  | 0,4  | 3,2 | 0,1  | 4,8  | 1,6 | +7,8  | 45,7 |
| Almeria       | 35,1 | 32,9 | 7,6  | 5,6  | 6,6  | 0,1  | 0,0  | 2,4 | 0,1  | 1,0  | 1,0 | +2,2  | 40,5 |
| Astúries      | 24,1 | 26,1 | 12,9 | 13,7 | 6,0  | 0,0  | 0,0  | 2,5 | 0,4  | 1,0  | 1,3 | -2,0  | 43,2 |
| Ávila         | 46,9 | 19,8 | 7,2  | 5,3  | 8,4  | 0,1  | 0,0  | 2,3 | 0,1  | 0,8  | 2,3 | +27,1 | 50,3 |
| Badajoz       | 34,9 | 40,1 | 6,5  | 4,3  | 5,6  | 0,0  | 0,0  | 0,9 | 0,1  | 0,5  | 1,0 | -5,2  | 44,4 |
| Barcelona     | 10,1 | 15,2 | 11,3 | 5,2  | 1,4  | 19,8 | 21,9 | 6,9 | 0,3  | 0,3  | 0,3 | -2,1  | 48,2 |
| Burgos        | 36,9 | 20,1 | 8,3  | 9,7  | 9,1  | 0,1  | 0,0  | 2,5 | 0,3  | 1,2  | 3,2 | +16,8 | 49,7 |
| Cáceres       | 36,5 | 36,5 | 6,0  | 5,6  | 5,1  | 0,1  | 0,0  | 1,1 | 0,1  | 0,7  | 0,9 | +0,0  | 46,6 |
| Cadis         | 23,6 | 30,9 | 12,1 | 10,7 | 7,5  | 0,1  | 0,0  | 1,8 | 0,1  | 0,8  | 1,0 | -7,3  | 37,6 |
| Cantàbria     | 34,7 | 24,3 | 9,0  | 9,2  | 8,2  | 0,2  | 0,0  | 3,0 | 0,2  | 1,3  | 1,8 | +10,4 | 46,9 |
| Castelló      | 32,0 | 22,9 | 8,7  | 7,8  | 7,2  | 0,2  | 0,8  | 3,1 | 0,2  | 6,3  | 1,2 | +9,1  | 49,9 |
| Ceuta         | 40,3 | 22,5 | 3,4  | 3,7  | 6,8  | 0,1  | 0,1  | 2,4 | 0,1  | 9,0  | 1,7 | +17,8 | 26,8 |
| Ciudad Real   | 37,8 | 31,5 | 8,6  | 5,0  | 7,2  | 0,0  | 0,0  | 1,9 | 0,1  | 0,6  | 1,0 | +6,3  | 45,8 |
| Còrdova       | 27,1 | 35,0 | 14,9 | 5,4  | 5,8  | 0,0  | 0,0  | 1,1 | 0,1  | 1,0  | 1,0 | -7,9  | 45,5 |
| Conca         | 43,1 | 31,0 | 7,0  | 5,2  | 5,2  | 0,0  | 0,0  | 1,3 | 0,1  | 0,7  | 1,1 | +12,1 | 51,1 |
| Girona        | 6,6  | 10,0 | 6,9  | 2,4  | 0,9  | 30,8 | 32,9 | 3,5 | 0,3  | 0,2  | 0,2 | -2,1  | 47,3 |
| Granada       | 28,3 | 35,2 | 10,7 | 6,1  | 6,8  | 0,1  | 0,0  | 1,9 | 0,1  | 1,0  | 1,8 | -6,9  | 45,7 |
| Guadalajara   | 33,7 | 22,3 | 9,5  | 8,8  | 9,5  | 0,0  | 0,0  | 3,9 | 0,1  | 1,2  | 2,9 | +11,4 | 47,8 |
| Guipúscoa     | 7,9  | 13,6 | 5,0  | 6,4  | 3,0  | 24,6 | 0,1  | 0,7 | 31,2 | 1,3  | 0,4 | -6,6  | 43,0 |
| Huelva        | 25,3 | 41,3 | 9,6  | 6,3  | 5,6  | 0,0  | 0,0  | 1,1 | 0,1  | 0,7  | 0,6 | -16,0 | 38,2 |
| Osca          | 30,3 | 26,7 | 8,5  | 9,0  | 7,5  | 0,2  | 0,3  | 2,5 | 0,2  | 4,1  | 1,4 | +3,6  | 45,3 |
| Illes Balears | 27,5 | 22,0 | 8,9  | 10,3 | 6,7  | 0,5  | 7,3  | 2,3 | 0,3  | 2,1  | 1,5 | +5,5  | 36,5 |
| Jaén          | 28,9 | 42,8 | 9,6  | 4,3  | 5,3  | 0,0  | 0,0  | 0,9 | 0,1  | 0,6  | 0,7 | -13,9 | 49,7 |
| La Corunya    | 32,3 | 21,2 | 11,7 | 9,3  | 3,8  | 1,0  | 0,1  | 1,9 | 8,0  | 0,8  | 1,0 | +11,1 | 43,9 |
| La Rioja      | 38,5 | 23,7 | 8,1  | 7,5  | 9,0  | 0,1  | 0,1  | 2,3 | 0,2  | 1,3  | 1,4 | +14,8 | 50,1 |
| Las Palmas    | 23,8 | 21,4 | 10,7 | 13,7 | 7,2  | 9,8  | 0,1  | 1,5 | 0,5  | 1,0  | 0,8 | +2,4  | 37,8 |
| Lleó          | 33,2 | 27,6 | 8,6  | 9,5  | 6,9  | 0,0  | 0,1  | 3,0 | 0,1  | 0,7  | 1,8 | +5,6  | 46,2 |
| Lleida        | 9,3  | 9,8  | 6,8  | 2,2  | 0,8  | 31,8 | 29,7 | 3,0 | 0,3  | 0,2  | 0,3 | -2,1  | 45,5 |
| Lugo          | 42,3 | 23,5 | 8,2  | 5,7  | 2,9  | 0,7  | 0,1  | 1,1 | 6,8  | 0,4  | 0,4 | +18,8 | 46,0 |
| Madrid        | 29,9 | 18,9 | 10,5 | 11,3 | 10,6 | 0,1  | 0,1  | 4,8 | 0,1  | 2,0  | 3,6 | +11,0 | 48,5 |
| Màlaga        | 25,5 | 30,1 | 12,7 | 7,4  | 9,2  | 0,1  | 0,0  | 2,4 | 0,1  | 1,1  | 1,6 | -4,6  | 41,8 |
| Melilla       | 44,0 | 25,2 | 3,3  | 2,9  | 6,9  | 0,1  | 0,0  | 1,8 | 0,1  | 2,0  | 6,0 | +18,8 | 28,0 |
| Múrcia        | 37,5 | 20,7 | 9,7  | 7,6  | 9,5  | 0,1  | 0,0  | 3,6 | 0,1  | 0,9  | 2,3 | +16,8 | 43,5 |
| Navarra       | 25,1 | 14,5 | 9,5  | 9,4  | 4,6  | 2,5  | 0,2  | 1,8 | 20,1 | 1,6  | 1,6 | +5,0  | 46,4 |
| Ourense       | 44,7 | 23,3 | 6,8  | 5,1  | 2,8  | 1,5  | 0,1  | 1,2 | 6,0  | 0,5  | 0,6 | +21,4 | 47,7 |
| Palència      | 39,0 | 25,8 | 8,8  | 6,3  | 7,4  | 0,0  | 0,0  | 1,9 | 0,1  | 0,7  | 2,1 | +13,2 | 51,2 |
| Pontevedra    | 32,4 | 21,1 | 11,4 | 9,4  | 3,6  | 0,8  | 0,1  | 1,6 | 8,9  | 0,8  | 0,7 | +11,3 | 46,3 |
| Salamanca     | 41,7 | 22,9 | 6,9  | 5,8  | 8,6  | 0,1  | 0,0  | 2,8 | 0,1  | 1,1  | 2,6 | +18,8 | 46,4 |
| Segòvia       | 39,5 | 21,3 | 7,4  | 9,1  | 9,7  | 0,1  | 0,0  | 2,1 | 0,1  | 1,3  | 2,0 | +18,2 | 50,8 |
| Sevilla       | 22,1 | 37,2 | 12,1 | 7,8  | 7,4  | 0,0  | 0,0  | 1,7 | 0,1  | 1,1  | 1,2 | -15,1 | 45,1 |
| Sòria         | 41,4 | 21,9 | 5,9  | 12,3 | 6,3  | 0,1  | 0,0  | 2,4 | 0,1  | 0,7  | 1,5 | +19,5 | 45,4 |
| Tarragona     | 10,7 | 13,5 | 7,6  | 4,0  | 1,4  | 23,4 | 25,3 | 6,3 | 0,3  | 0,3  | 0,4 | -1,9  | 44,8 |
| Tenerife      | 22,9 | 23,1 | 10,3 | 8,2  | 6,6  | 14,8 | 0,1  | 1,3 | 0,7  | 1,0  | 0,8 | -0,2  | 37,7 |
| Terol         | 35,8 | 27,1 | 8,1  | 7,8  | 6,1  | 0,0  | 0,1  | 1,8 | 0,2  | 3,3  | 1,1 | +8,7  | 45,7 |
| Toledo        | 38,6 | 28,2 | 8,8  | 6,3  | 6,9  | 0,1  | 0,0  | 2,2 | 0,1  | 0,6  | 1,5 | +10,4 | 46,3 |
| València      | 27,5 | 20,6 | 11,2 | 7,9  | 8,5  | 0,1  | 0,4  | 2,8 | 0,1  | 10,1 | 1,9 | +6,9  | 53,0 |
| Valladolid    | 33,6 | 23,0 | 10,2 | 7,6  | 9,8  | 0,2  | 0,0  | 3,3 | 0,1  | 1,0  | 3,4 | +10,6 | 50,7 |
| Biscaia       | 10,1 | 13,6 | 5,7  | 6,7  | 3,1  | 31,7 | 0,1  | 0,8 | 19,9 | 1,4  | 0,5 | -11,8 | 45,8 |
| Zamora        | 41,8 | 24,4 | 7,2  | 9,5  | 6,6  | 0,0  | 0,0  | 1,9 | 0,1  | 0,4  | 1,4 | +17,4 | 46,2 |
| Saragossa     | 26,2 | 23,4 | 9,8  | 9,9  | 9,1  | 0,1  | 0,1  | 3,2 | 0,3  | 4,8  | 2,7 | +2,8  | 47,5 |

## Eurodiputats electes
Després d'aquests resultats, la Junta Electoral Central va proclamar, l'11 de juny de 2014, com diputats al Parlament Europeu per a la legislatura 2014-2019, als següents candidats:
| Lloc | Nom                                  | Partit polític espanyol | Partit polític espanyol               | Partit polític europeu | Partit polític europeu                                    |
| ---- | ------------------------------------ | ----------------------- | ------------------------------------- | ---------------------- | --------------------------------------------------------- |
| 1    | Miguel Arias Cañete                  |                         | Partido Popular                       |                        | Partit Popular Europeu                                    |
| 2    | Elena Valenciano                     |                         | Partit Socialista Obrer Espanyol      |                        | Partit Socialista Europeu                                 |
| 3    | Esteban González Pons                |                         | Partido Popular                       |                        | Partit Popular Europeu                                    |
| 4    | Ramón Jáuregui Atondo                |                         | Partit Socialista Obrer Espanyol      |                        | Partit Socialista Europeu                                 |
| 5    | Willy Meyer Pleite a                 |                         | Izquierda Unida                       |                        | Partit de l'Esquerra Europea                              |
| 6    | Teresa Jiménez-Becerril Barrio       |                         | Partido Popular                       |                        | Partit Popular Europeu                                    |
| 7    | Pablo Iglesias Turrión               |                         | Podem                                 |                        |                                                           |
| 8    | Soledad Cabezón Ruiz                 |                         | Partit Socialista Obrer Espanyol      |                        | Partit Socialista Europeu                                 |
| 9    | Luis de Grandes Pascual              |                         | Partido Popular                       |                        | Partit Popular Europeu                                    |
| 10   | Francisco Sosa Wagner                |                         | Unió, Progrés i Democràcia            |                        |                                                           |
| 11   | Juan Fernando López Aguilar          |                         | Partit Socialista Obrer Espanyol      |                        | Partit Socialista Europeu                                 |
| 12   | Ramon Tremosa i Balcells             |                         | Convergència Democràtica de Catalunya |                        | Partit de l'Aliança dels Liberals i Demòcrates per Europa |
| 13   | Pilar del Castillo                   |                         | Partido Popular                       |                        | Partit Popular Europeu                                    |
| 14   | Paloma López Bermejo                 |                         | Izquierda Unida                       |                        | Partit de l'Esquerra Europea                              |
| 15   | Iratxe García Pérez                  |                         | Partit Socialista Obrer Espanyol      |                        | Partit Socialista Europeu                                 |
| 16   | Ramón Luis Valcárcel                 |                         | Partido Popular                       |                        | Partit Popular Europeu                                    |
| 17   | Josep Maria Terricabras i Nogueras   |                         | Independent per ERC                   |                        | Aliança Lliure Europea                                    |
| 18   | María Teresa Rodríguez-Rubio Vázquez |                         | Podem                                 |                        |                                                           |
| 19   | Javier López Fernández               |                         | Partit dels Socialistes de Catalunya  |                        | Partit Socialista Europeu                                 |
| 20   | Rosa Estaràs Ferragut                |                         | Partido Popular                       |                        | Partit Popular Europeu                                    |
| 21   | Ernest Urtasun                       |                         | Iniciativa per Catalunya Verds        |                        | Partit Verd Europeu                                       |
| 22   | Inmaculada Rodríguez-Piñero          |                         | Partit Socialista Obrer Espanyol      |                        | Partit Socialista Europeu                                 |
| 23   | Francisco José Millán                |                         | Partido Popular                       |                        | Partit Popular Europeu                                    |
| 24   | Maite Pagazaurtundúa                 |                         | Unió, Progrés i Democràcia            |                        |                                                           |
| 25   | Javier Nart Peñalver                 |                         | Ciutadans - Partit de la Ciutadania   |                        |                                                           |
| 26   | Pablo Zalba Bidegain                 |                         | Partido Popular                       |                        | Partit Popular Europeu                                    |
| 27   | Enrique Guerrero Salom               |                         | Partit Socialista Obrer Espanyol      |                        | Partit Socialista Europeu                                 |
| 28   | Izaskun Bilbao                       |                         | Partit Nacionalista Basc              |                        | Partit Demòcrata Europeu                                  |
| 29   | Carlos Jiménez Villarejo b           |                         | Podem                                 |                        |                                                           |
| 30   | Verónica Lope Fontagne               |                         | Partido Popular                       |                        | Partit Popular Europeu                                    |
| 31   | Eider Gardiazábal Rubial             |                         | Partit Socialista Obrer Espanyol      |                        | Partit Socialista Europeu                                 |
| 32   | Marina Albiol Guzmán                 |                         | Izquierda Unida                       |                        | Partit de l'Esquerra Europea                              |
| 33   | Antonio López-Istúriz White          |                         | Partido Popular                       |                        | Partit Popular Europeu                                    |
| 34   | José Blanco López                    |                         | Partit Socialista Obrer Espanyol      |                        | Partit Socialista Europeu                                 |
| 35   | Santiago Fisas i Ayxelà              |                         | Partido Popular                       |                        | Partit Popular Europeu                                    |
| 36   | Fernando Maura                       |                         | Unió, Progrés i Democràcia            |                        |                                                           |
| 37   | Clara Aguilera García                |                         | Partit Socialista Obrer Espanyol      |                        | Partit Socialista Europeu                                 |
| 38   | Josu Juaristi c                      |                         | Euskal Herria Bildu                   |                        |                                                           |
| 39   | Gabriel Mato Adrover                 |                         | Partido Popular                       |                        | Partit Popular Europeu                                    |
| 40   | Ernest Maragall i Mira               |                         | Nova Esquerra Catalana                |                        |                                                           |
| 41   | Lidia Senra Rodríguez                |                         | Anova-Irmandade Nacionalista          |                        |                                                           |
| 42   | Lola Sánchez                         |                         | Podem                                 |                        |                                                           |
| 43   | Jordi Sebastià i Talavera d          |                         | Compromís (BLOC)                      |                        | Aliança Lliure Europea                                    |
| 44   | Sergio Gutiérrez Prieto              |                         | Partit Socialista Obrer Espanyol      |                        | Partit Socialista Europeu                                 |
| 45   | María del Pilar Ayuso                |                         | Partido Popular                       |                        | Partit Popular Europeu                                    |
| 46   | Francesc de Paula Gambús             |                         | Unió Democràtica de Catalunya         |                        | Partit Popular Europeu                                    |
| 47   | Inés Ayala Sender                    |                         | Partit Socialista Obrer Espanyol      |                        | Partit Socialista Europeu                                 |
| 48   | María Esther Herranz                 |                         | Partido Popular                       |                        | Partit Popular Europeu                                    |
| 49   | Ángela Rosa Vallina                  |                         | Izquierda Unida                       |                        | Partit de l'Esquerra Europea                              |
| 50   | Jonás Fernández Álvarez              |                         | Partit Socialista Obrer Espanyol      |                        | Partit Socialista Europeu                                 |
| 51   | Agustín Díaz de Mera                 |                         | Partido Popular                       |                        | Partit Popular Europeu                                    |
| 52   | Beatriz Becerra Basterrechea         |                         | Unió, Progrés i Democràcia            |                        |                                                           |
| 53   | Pablo Echenique-Robba                |                         | Podem                                 |                        |                                                           |
| 54   | Joan Carles Girauta i Vidal          |                         | Ciutadans - Partit de la Ciutadania   |                        |                                                           |

a Willy Meyer no va arribar a prendre possessió, presentant la seva dimissió el 25 de juny, en haver-se fet públic que el fons de pensions per a eurodiputats del que era partícip el gestionava una sicav de Luxemburg. El següent lloc en la candidatura l'ocupa Javier Couso Permuy, d'IU.

b Carlos Jiménez Villarejo ha anunciat que prendrà possessió del seu escó però que, una vegada presenti la proposta anticorrupció del seu partit, renunciarà al seu escó, que serà ocupat per la número sis de la candidatura, Tania González.

c EH Bildu i BNG acordaren al formar la coalició que, en cas d'obtenir un escó, Josu Juaristi començaria la legislatura i que la número dos i candidata del BNG Ana Miranda l'acabaria. Després de les eleccions, van fer públic que Juaristi serà eurodiputat els primers tres anys i mig de la legislatura i Miranda el restant any i mig.

d Compromís i Equo van acordar en formar la coalició que, en cas d'obtenir un escó, Jordi Sebastià i Talavera començaria la legislatura, mentre que el número dos i candidat de Equo Florent Marcellesi l'acabaria. El temps de permanència es repartiria segons el percentatge de vots al País Valencià (Compromís) i la resta d'Espanya (Equo).

## Esdeveniments paral·lels

### Recollida de signatures per la independència
La campanya de recollida de signatures per la independència de Catalunya anomenada Signa un vot per la independència, impulsada des de l'any 2013 per l'Assemblea Nacional Catalana, va ésser prohibida durant la jornada de reflexió i la jornada de votació de les eleccions europees per part de la Junta Electoral Central del Regne d'Espanya.

### Multireferèndum 2014

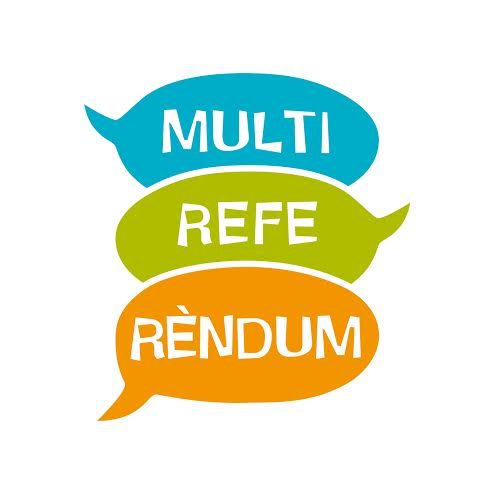
Logotip del Multireferèndum

L'1 de juny de 2013, Som lo que Sembrem i la Plataforma Aturem el Fracking s'agruparen per organitzar una consulta ciutadana multitemàtica a Catalunya, coincidint amb els comicis comunitaris de 2014. Posteriorment, s'hi afegiren la Xarxa per la sobirania energètica, la Candidatura d'Unitat Popular (CUP), la Plataforma per l'Auditoria ciutadana del Deute, la Plataforma Aturem Barcelona World, la Plataforma No a la MAT i l'Assemblea del Multireferèndum. Amb aquesta iniciativa, les diferents entitats volien sotmetre a referèndum diverses qüestions, considerades com a imposades i contràries al sentit comú de la població, per tal d'aconseguir que s'expressés la voluntat popular de forma directa, determinant i vinculant, davant de la imposició de decisions contràries al sentit comú de la població.
La consulta comptà amb quatre preguntes de temàtica general i una de local. Les generals giraren entorn dels cultius i aliments transgènics, al dret a referèndum vinculant per a les Iniciatives Legislatives Populars (ILP), al deute il·legítim i al control democràtic i directe de l'energia. Pel que fa a la pregunta de temàtica local, aquesta fou diferent en funció del territori. Al Tarragonès, Alt Camp i Baix Camp es preguntà sobre el projecte Barcelona World; a la Selva, Pla de l'Estany, Gironès, Alt Empordà i Baix Empordà es feu sobre les línies de Molt Alta Tensió (MAT); i a Lleida es feu sobre la municipalització del servei de l'aigua de la ciutat.
A la consulta hi van poder participar tota persona major de 16 anys i resident a la comunitat autònoma de Catalunya. Pel que fa als mitjans de votació es va poder fer via electrònica al web de l'entitat entre el 23 d'abril i el 21 de maig; via vot anticipat en determinats centres socials i espais públics, entre el 17 i el 24 de maig; o vot directe a les taules properes als col·legis electorals el mateix 25 de maig. Els Mossos d'Esquadra, per ordre de la Junta Electoral Central i el Tribunal Suprem van impedir la seva celebració.
Durant el seu mandat va impedir la celebració d'un multireferèndum promogut per la Candidatura d'Unitat Popular (CUP) i diversos col·lectius de l'espai que esdevindria Catalunya en Comú,